# 王宝泉
王宝泉（1961年—），中国天津人，著名排球运动员和教练员，前中国女排主教练。

## 简介
王宝泉早年开始接受排球训练，1977年进入天津男排担任主力二传，1989年起在国家队效力，其中1990年作为队长率领中国男排获得亚锦赛冠军，1992年退役。
1993年，在克罗地亚职业队效力一年，1994年-1997年担任天津女排助理教练，协助主教练赵雪琪，1998年起担任国家女排陪打教练，协助主教练郎平、胡进，2001年担任国家女排助理教练，协助陈忠和。2001年因患结核性脑膜炎，退出国家队。
2002年，担任天津队主教练，并率领天津女排在2003-2010年期间获得了七次联赛冠军，并多次获得全国女排锦标赛冠军、全国女排大奖赛冠军、亚洲女子排球俱乐部杯冠军，成为中国国内首屈一指的功勋级教练，一度被认为是中国国家女子排球队主教练的最有力人选。因为执教成绩出色，他成为2008年夏季奧林匹克運動會火炬接力天津站的最後一名火炬手。
2010年3月25日，由于蔡斌率领的女排战绩异常糟糕，排球中心宣布接受其辞呈，改任王宝泉接任中国女排主帅职务。
2010年9月2日，因战绩糟糕借身体原因为由辞去中国女排主教练一职。
2019年12月9日，王宝泉出任天津渤海银行女排主教练。